# Robert Everaert
Robert Everaert (Luik, 30 maart 1923 – Brussel, 19 september 1951) was een Belgische atleet, die gespecialiseerd was in de lange afstand. Hij nam eenmaal deel aan de Olympische Spelen, en veroverde op vier verschillende onderdelen vijf Belgische titels.

## Biografie
In 1945 werd Everaert voor het eerst Belgisch kampioen op de 1500 m. Twee jaar later volgden titels op de 5000 m en de 3000 m steeple.
Everaert verbeterde in 1947 het Belgisch record op de 10.000 m van Jean Chapelle. In 1948 en 1949 veroverde hij op dit onderdeel twee opeenvolgende Belgische titels .
Everaert nam ook deel aan de Olympische Spelen van 1948 in Londen, waar hij negende werd in de finale van de 3000 m steeple en opgaf in de rechtstreekse finale van de 10.000 m. In 1950 nam hij deel aan de Europese kampioenschappen in Brussel, waar hij twaalfde werd in de rechtstreekse finale van de 3000 m steeple.
Everaert was sinds 1937 aangesloten bij Racing Club Brussel. In 1951 kreeg hij problemen met de ingewanden. Hij overleed na een operatie in het Sint-Pietersziekenhuis in Brussel.

## Belgische kampioenschappen
| Onderdeel      | Jaar       |
| -------------- | ---------- |
| 1500 m         | 1945       |
| 5000 m         | 1947       |
| 10.000 m       | 1948, 1949 |
| 3000 m steeple | 1947       |

## Persoonlijk records
| Onderdeel     | Prestatie | Datum           | Plaats |
| ------------- | --------- | --------------- | ------ |
| 1500 m        | 3.54,2    |                 |        |
| 5000 m        | 14.50,8   |                 |        |
| 10.000 m      | 30.12,0 s | 1 november 1947 | Vorst  |
| 3000m steeple | 9.25,8    |                 |        |

## Palmares

### 1500 m
- 1945:  BK AC - 4.03,2
- 1946:  BK AC - 3.57,6

### 5000 m
- 1947:  BK AC - 15.33,8
- 1948:  BK AC - 15.05,2
- 1949:  BK AC - 15.15,6

### 10.000 m
- 1948:  BK AC - 31.57,6
- 1948: DNF OS in Londen
- 1949:  BK AC - 31.21,4

### 3000 m steeple
- 1946:  BK AC – 9.56,6
- 1947:  BK AC – 9.38,6
- 1948: 9e OS in Londen – 9.28,2
- 1950: 12e EK in Brussel – 9.34,4